# Дубровинский парк
Дубровинский парк — общественный парк в городе Даугавпилс. Находится в периметре улиц Ригас—Театра—Парадес—Даугавас.

## История
Болотистое место в начале ул. Рижской возле городской дамбы по берегу Двины. В 1882 году городской Голова Павел Фёдорович Дубровин купил участок 3 га, привёл в порядок(мелиорация, посадил деревья) и подарил городу для общественного парка. Городская Дума при жизни Дубровина назвала парк Дубровинским садом.
После освобождения города от нацистов устроена могила павших в 1944 году в парке, позднее сооружён мемориал. Парк 28 октября 1948 года получил новое название имени Комсомола. 20 сентября 1991 года парку возвращено историческое название Дубровинский парк.
В 2007 году парк отмечал 125-летие, и в рамках празднования юбилея 16 сентября открыт памятник городскому голове Динабурга П. Ф. Дубровину возле фонтана. В 2008—2009 годах прошла реконструкция парка, завершена перед 9 мая 2009 года. Поставлены новые фонари, лавочки, проложены новые дорожки и положено новое покрытие старых аллей парка. В бассейне смонтирована цветовая подсветка струй фонтана.

## Достопримечательности

Памятник Дубровину

В парке раньше находилась эстрада, снесена и позднее на её месте выстроен в 80-х годах новый мемориал павших при освобождении города от нацистов в июле 1944 года, открыт в 1984 году. Автор мемориала скульптор Владимир Иванов.
Пруд, забетонированы берега, устроен фонтан в октябре 1967 года, (один из трёх ныне действующих в городе) в 2009 году сделана цветовая подсветка фонтана. Памятник Дубровину. В парке имеются редкие виды растений и деревьев, высажены в 19 веке в парке.